# Svartsmide

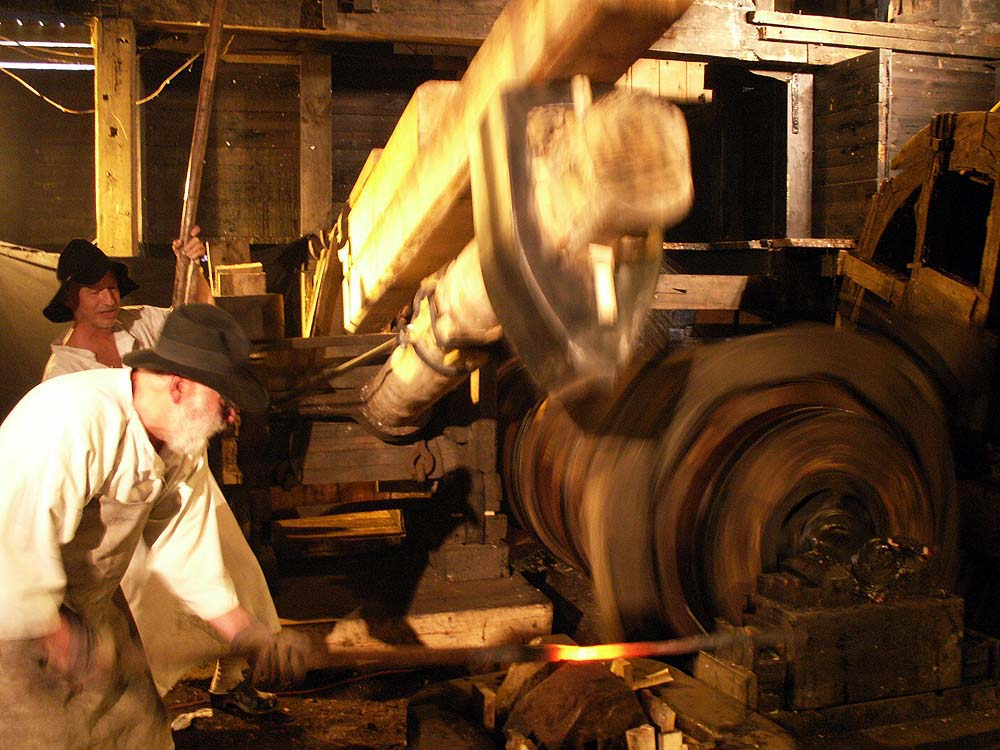
Vallonsmed smider i Österbybruk.

Svartsmide eller grovsmide kallades förr tillverkningen av redskap m. m. genom smide av järn som upphettats i en ässja och sedan bearbetades med slägga och hammare mot ett städ. Motsatsen var klensmide eller finsmide, då det kalla järnet bearbetades i bänk med fil, stickel, mejsel och liknande redskap.
Det mesta allmogesmidet var förr svartsmide och utövades i gårdssmedjor för eget behov eller i bysmedjor för bygdens behov.